# Mount Vernon (Virginia)
Mount Vernon es un lugar designado por el censo (CDP) en el condado de Fairfax, Virginia (EE. UU.). Tenía 28 582 habitantes en el año 2000. La ciudad es cercana a Mount Vernon, donde vivió George Washington.

## Geografía
Según la Oficina del Censo de los Estados Unidos, este census-designated place tiene una superficie de 21,8 km² (8.4 mi²), del que 19,7 km² (7.6 mi²) son de tierra y 2,1 km² (0.8 mi²) de agua.